# Gyrus parahippocampalis
Gyrus parahippocampalis oder Gyrus hippocampi bezeichnet eine Region des Gehirns, deren graue Substanz der Großhirnrinde zugeordnet wird und ein Teil des limbischen Systems ist. Dieser Bereich spielt eine wichtige Rolle beim Erkennen und Erinnern, seine Mitbeteiligung im Rahmen einer Hippocampussklerose (häufiger struktureller Befund bei Temporallappenepilepsien) konnte aufgezeigt werden.

## Zuordnung
Der Gyrus parahippocampalis ist im Temporallappen medial gelegen. Sein hinterer Bereich bildet zusammen mit dem Gyrus fusiformis den Cortex parahippocampalis. Ein Teil des hinteren Bereichs des Gyrus parahippocampalis wird auch als Parahippocampal Place Area (PPA) bezeichnet. Das Vorderende des Gyrus parahippocampalis biegt sich hakenförmig als Uncus um.

## Funktion

### Optisches Erkennen
Ein Bereich des Gyrus parahippocampalis, die sogenannte Parahippocampal Place Area scheint beispielsweise an der Erkennung von Gebäuden beteiligt zu sein.
In fMRI-Studien wurde diese Region des Gehirns besonders aktiv, wenn den Probanden topographische Ansichten oder Bilder von Landschaften, Städten oder Räumen gezeigt wurden. Diese Region wurde zuerst von Russell Epstein (derzeit an der University of Pennsylvania) und Nancy Kanwisher 1998 beschrieben.
Eine Schädigung der Parahippocampal Place Area (beispielsweise im Rahmen eines Schlaganfalles) kann dazu führen, dass die Betroffenen Landschaften oder andere Orte nicht zuordnen können, obwohl sie einzelne Teilbereiche (beispielsweise Gegenstände oder Personen) erkennen.

### Assoziative Funktion
Man nimmt an, dass die Funktion des Gyrus parahippocampalis über das rein visuelle Erkennen hinausgeht. Es gibt Hinweise, dass dieser Bereich des Gehirns an der Erkennung sowohl von sozialen Zusammenhängen als auch von Sprache beteiligt ist.

## Weitere Darstellungen

Der Gyrus parahippocampalis ist rot dargestellt (Animation).
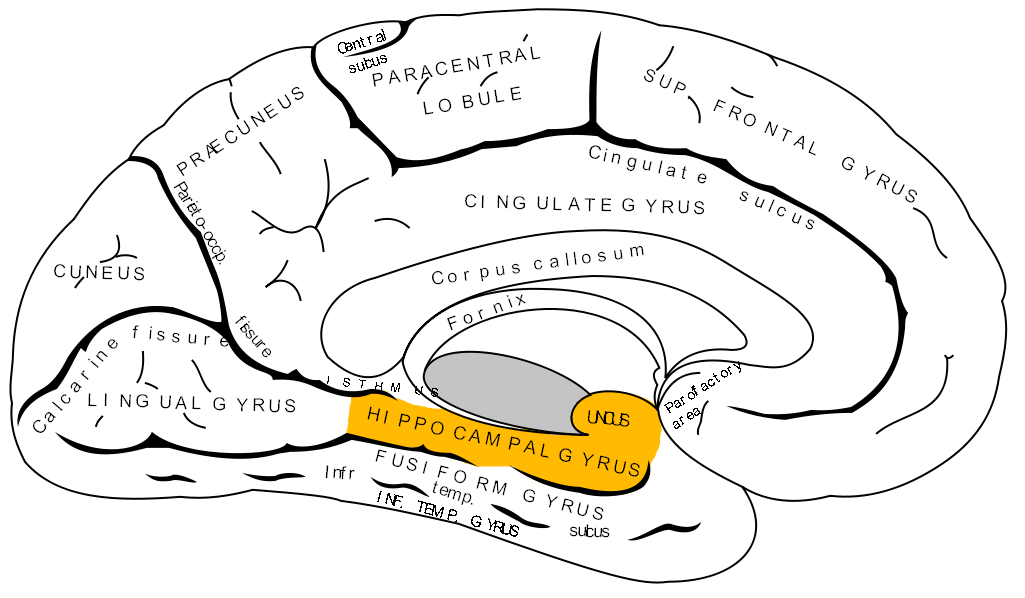
Mediale Fläche der linken Gehirnhälfte (Gyrus parahippocampalis orange).
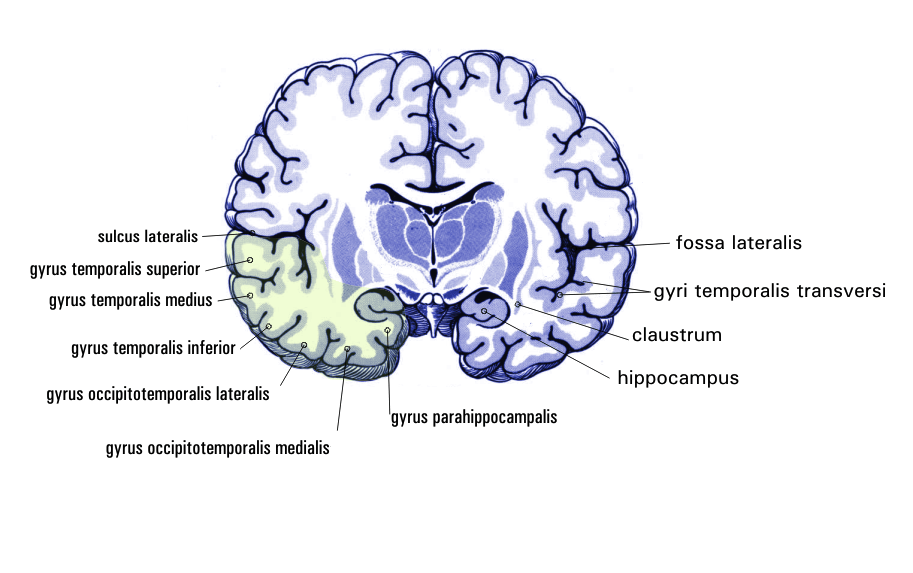
Frontalschnitt
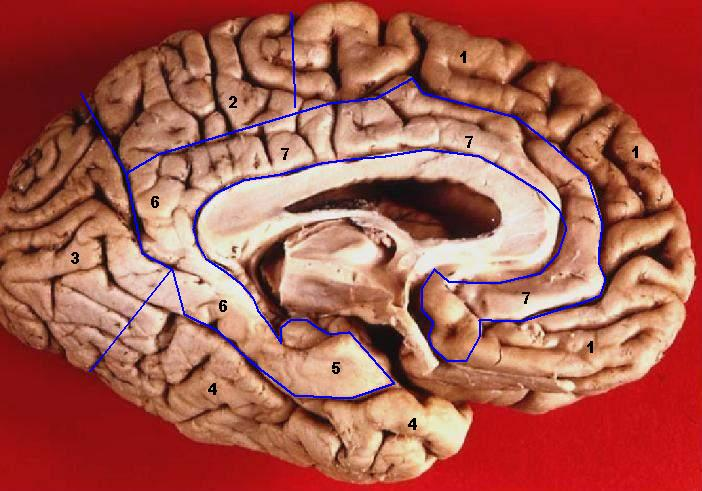
Ansicht von medial (Gyrus parahippocampalis mit „5“ gekennzeichnet)
Basalansicht des menschlichen Gehirns